# زاهورانی (ناحیه دوماژلیتسه)
زاهورانی (به چکی: Zahořany) یک منطقهٔ مسکونی در جمهوری چک است که در ناحیه دوماژلیتسه واقع شده‌است. زاهورانی ۲۱٫۱۶ کیلومتر مربع مساحت و ۹۶۳ نفر جمعیت دارد و ۴۰۸ متر بالاتر از سطح دریا واقع شده‌است.